# Рафаель Ромо
Рафаель Енріке Ромо Перез (ісп. Rafael Enrique Romo Pérez, нар. 25 лютого 1990, Турен, Венесуела) — венесуельський футболіст, воротар бельгійського клубу «Ауд-Геверле Левен» та національної збірної Венесуели.

## Клубна кар'єра
Рафаель Ромо починав грати у футбол у молодіжній команді Атлетіко з рідного міста Турен. У дорослому футболі він дебютував у 2007 році у клубі «Льянерос». У 2009 році воротар перейшов до італійського «Удінезе» але зігравши в Італії лише одну гру, повернувся до Венесуели, де грав в оренді клубах «Естудіантес де Меріда» та «Мінерос Гуаяна». Влітку 2015 року венесуельського воротаря арендував англійський «Вотфорд» але в Англії Ромо не зіграв жодного матчу.
У 2016 році Ромо перебрався на Кіпр, де протягом трьох сезонів грав у клубах АЕЛ та АПОЕЛ. З останнім Рафаель виграв чемпіонат Кіпру сезону 2018/19.
Сезон 2019/20 Ромо провів у данські Суперлізі, де захищав ворота клубу «Сількеборг». А влітку 2020 року на правах вільного агента Ромо приєднався до бельгійського «Ауд-Геверле Левен».

## Збірна
У 2009 році Рафаель Ромо у складі молодіжної збірної Венесуели брав участь у домашньому молодіжному чемпіонаті Південної Америки. Також в тому ж році він грав на молодіжному чемпіонаті світу, що проходив у Єгипті.
13 травня 2009 року у товариському матчі проти команди Коста-Рики Ромо дебютував у національній збірній Венесуели. У 2019 році він брав участь у Копа Америки 2019 у Бразилії. Також був внесений до заявки збірної на Копа Америки 2021.

## Досягнення
АПОЕЛ
 Чемпіон Кіпру: 2018/19